# Aeródromo Municipal de Portimão
O Aeródromo Municipal de Portimão ( Código IATA PRM,  Código ICAO LPPM) é um dos principais aeródromos de Portugal, situado em Montes de Alvor, Portugal, a sete quilómetros de Portimão.
Várias empresas de transportes e serviços aéreos, incluindo a manutenção de aeronaves, instalaram-se no Aeródromo e desempenham a sua actividade.
No passado, durante o período de inverno, o Aeródromo recebia a visita de paraquedistas desportivos de vários países da Europa que, durante a época de menor tráfego aéreo.
Atualmente, a principal atividade deste aeródromo é a realização de publicidade aérea, voos regulares e experiências de paraquedismo, o Salto Tandem. Com dois operadores (empresas) de paraquedismo. Uma britânica, a Skydive Algarve e outra nacional a Skydive Seven.

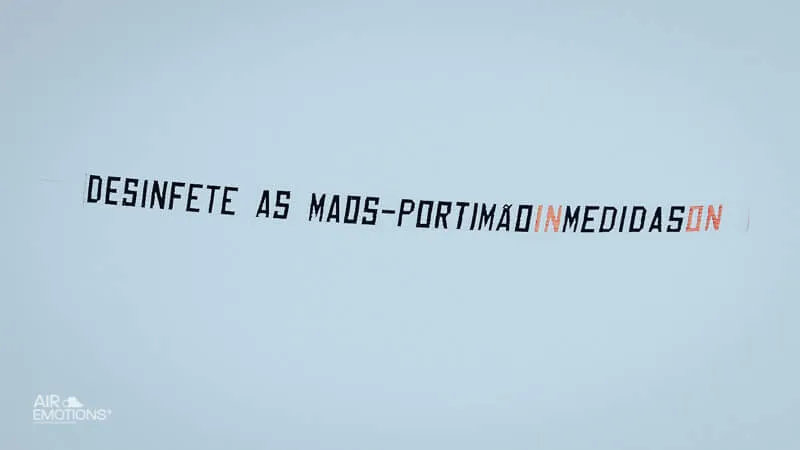
Mensagem Aérea da Air Emotions a sair do Aérodromo de Portimão

Neste aeródromo, existem cinco hangares, sendo um camarário e os restantes quatro privados. Há ainda vários conjuntos de contentores provisórios que dão apoio as atividades da Proteção Civil. 
É também neste aeródromo que está instalada a maior empresa de Mensagens de Publicidade Aérea em Portugal, a Air Emotions, que prepara e envia mensagens ou campanhas de publicidade de avião pelos céus do Algarve e região de Lisboa.  

## Ligações externas

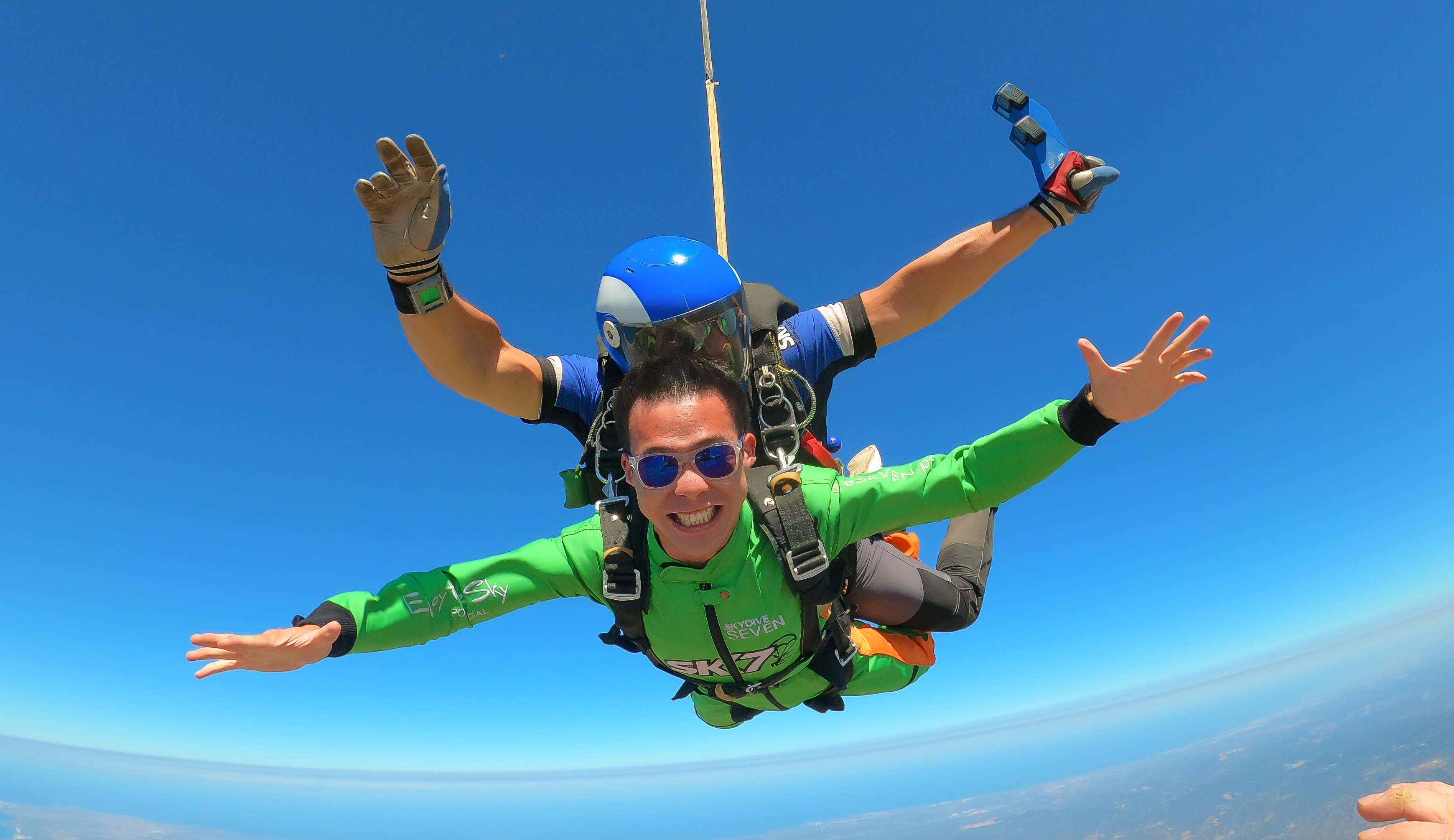
Momento de felicidade durante a queda livre num salto de paraquedas com a Skydive Seven no Algarve.